# ديريك هودج
ديريك هودج (بالإنجليزية: Derek Hodge)‏ هو محامي وسياسي أمريكي، ولد في 5 أكتوبر 1941 في الولايات المتحدة، وتوفي في 31 مايو 2011. حزبياً، نشط في Democratic Party of the Virgin Islands ‏. وقد انتخب نائب حاكم جزر العذراء الأمريكية ‏ (5 يناير 1987 – 2 يناير 1995) وانتخب Senator of the United States Virgin Islands ‏.